# Ябука (Триль)
Ябука (хорв. Jabuka) — населений пункт у Хорватії, в Сплітсько-Далматинській жупанії у складі міста Триль.

## Населення
Населення за даними перепису 2011 року становило 306 осіб.
Динаміка чисельності населення поселення:

## Клімат
Середня річна температура становить 12,65 °C, середня максимальна – 27,28 °C, а середня мінімальна – -2,41 °C. Середня річна кількість опадів – 915 мм.
| Клімат поселення                              | Клімат поселення | Клімат поселення | Клімат поселення | Клімат поселення | Клімат поселення | Клімат поселення | Клімат поселення | Клімат поселення | Клімат поселення | Клімат поселення | Клімат поселення | Клімат поселення | Клімат поселення |
| Показник                                      | Січ.             | Лют.             | Бер.             | Квіт.            | Трав.            | Черв.            | Лип.             | Серп.            | Вер.             | Жовт.            | Лист.            | Груд.            |                  |
| Середній максимум, °C                         | 9,01             | 10,25            | 13,59            | 17,32            | 21,78            | 25,58            | 27,28            | 27,14            | 22,57            | 17,86            | 12,45            | 9,48             |                  |
| Середня температура, °C                       | 3,31             | 4,54             | 7,88             | 11,61            | 16,08            | 19,86            | 22,59            | 22,43            | 17,85            | 13,15            | 7,75             | 4,77             |                  |
| Середній мінімум, °C                          | −2,41            | −1,18            | 2,18             | 5,91             | 10,36            | 14,18            | 17,88            | 17,74            | 13,15            | 8,44             | 3,04             | 0,08             |                  |
| Норма опадів, мм                              | 76               | 66               | 71               | 77               | 64               | 63               | 44               | 56               | 80               | 101              | 117              | 100              |                  |
| Середньомісячна швидкість вітру, м/с          | 2.19             | 2.51             | 2.70             | 2.56             | 2.29             | 2.06             | 2.06             | 1.90             | 2.08             | 2.10             | 2.50             | 2.50             |                  |
| Середньомісячна сонячна радіація, кДж/м²·день | 5450             | 8223             | 11870            | 16206            | 20044            | 22606            | 24414            | 21458            | 15921            | 10380            | 5975             | 4653             |                  |
| --------------------------------------------- | ---------------- | ---------------- | ---------------- | ---------------- | ---------------- | ---------------- | ---------------- | ---------------- | ---------------- | ---------------- | ---------------- | ---------------- | ---------------- |
| Джерело:                                      |                  |                  |                  |                  |                  |                  |                  |                  |                  |                  |                  |                  |                  |